# Вулиця Небесної Сотні (Полтава)
Ву́лиця Небесної Сотні — одна із вулиць Полтави, знаходиться у Шевченківському і Подільському районах. Пролягає від вулиці Європейської до проспекту Миру.  До вулиці Небесної Сотні дотичні вулиці: Котляревського — Гоголя — Стрітенська — Конституції — Державного прапора — Миколаївський узвіз — вулиці Героїв «Азову» — Миру і бульвар Богдана Хмельницького. Також до вулиці Небесної Сотні примикає Студентський парк.
Прокладена через Мазурівський Яр, по якому проходила дорога від Мазурівської брами Полтавської фортеці на Поділ. Називалася Мало-Петровською (до площі Конституції), Ново-Миколаївською (на відтинку до сучасної вулиці Пролетарської) і далі — Різдвяною. З 1917 року вулиця носила назву вулиця Леніна. Сучасна назва — з 2016 року. Ряд забудови понад яром навпроти садиби краєзнавчого музею — називалась Миколаївським бульваром. Вулиця завершувалася Кінно-Ярмарковою площею на березі річки Ворскли.
На вулиці Небесної Сотні встановлено на перетині з вулицею Котляревського — пам'ятник Івану Котляревському (1903), з вулиці Гоголя — пам'ятник Миколі Гоголю (1934), на сучасній площі Конституції — був пам'ятник Володимиру Леніну (1960, знесено 21 лютого 2014-го року), навпроти — будинок обласної наукової бібліотеки.
Сьогодні вулиця Небесної Сотні одна із найважливіших транспортних магістралей міста. Східний її відрізок забудований будинками садибного типу, але зараз ця ділянка за планом міської влади забудовується новими будинками. Західний — вище на площу Конституції — 3-, 5-поверховими будівлями історичної і післявоєнної споруди, в нижніх поверхах яких розташовані установи, кафе, магазини.

## Історія
До 2017 року вулиця мала назву Леніна. 
З усіх вулиць найдовше перейменовувалася у "Google-картах".

## Меморіальні та анотаційні дошки
У 1971 році на будинку Полтавської духовної семінарії (№ 8/20) відкрита меморіальна дошка Гордію Гладкому (1849–1894) — українському хоровому диригенту, педагогу, композитору.
| Зображення | Кому присвячено                   | Адреса                    | Дата встановлення |
|            | Гладкому Гордію Павловичу, граніт | вул. Небесної Сотні, 8/20 | 1971              |

## Галерея

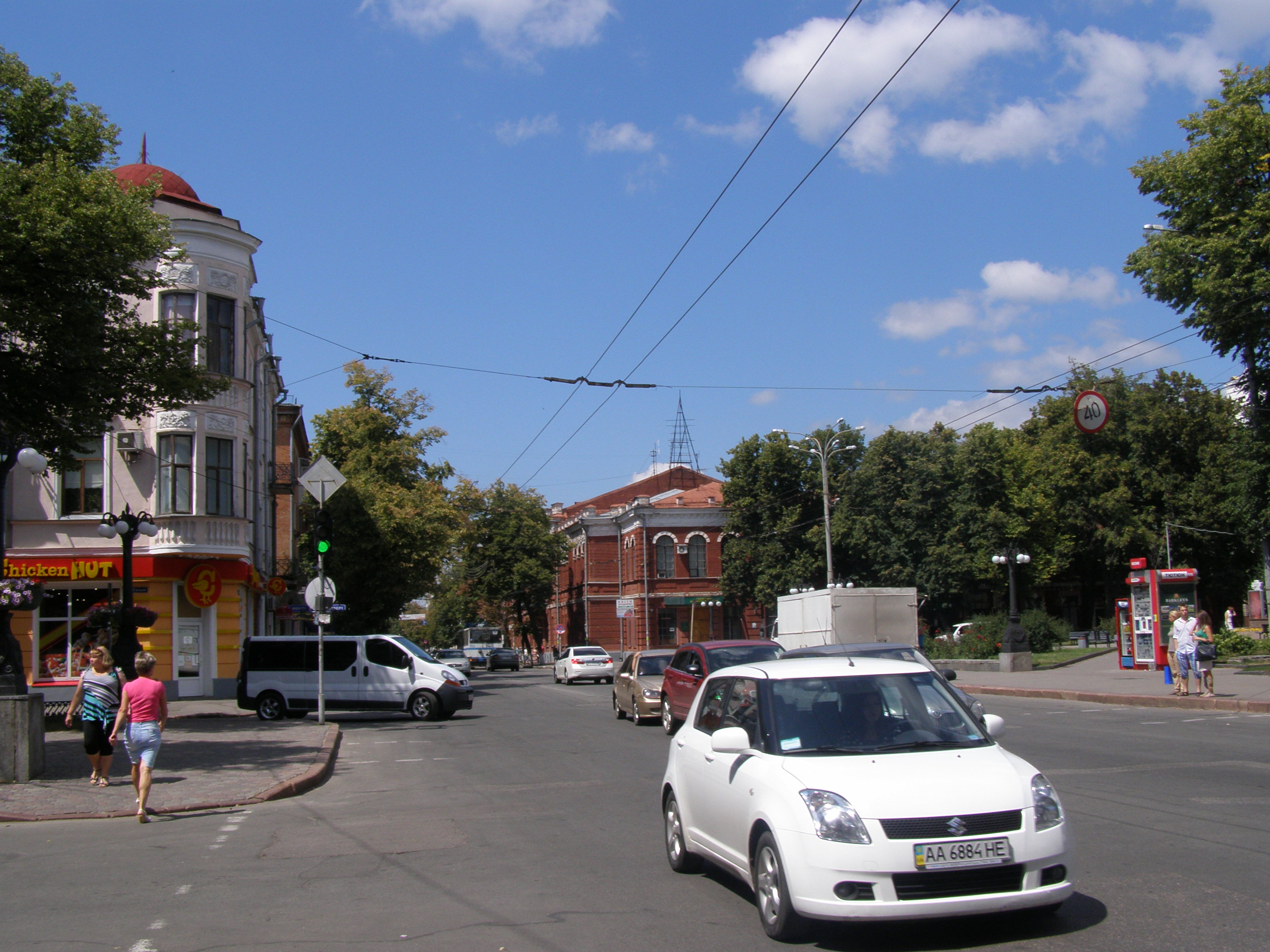
Історична забудова
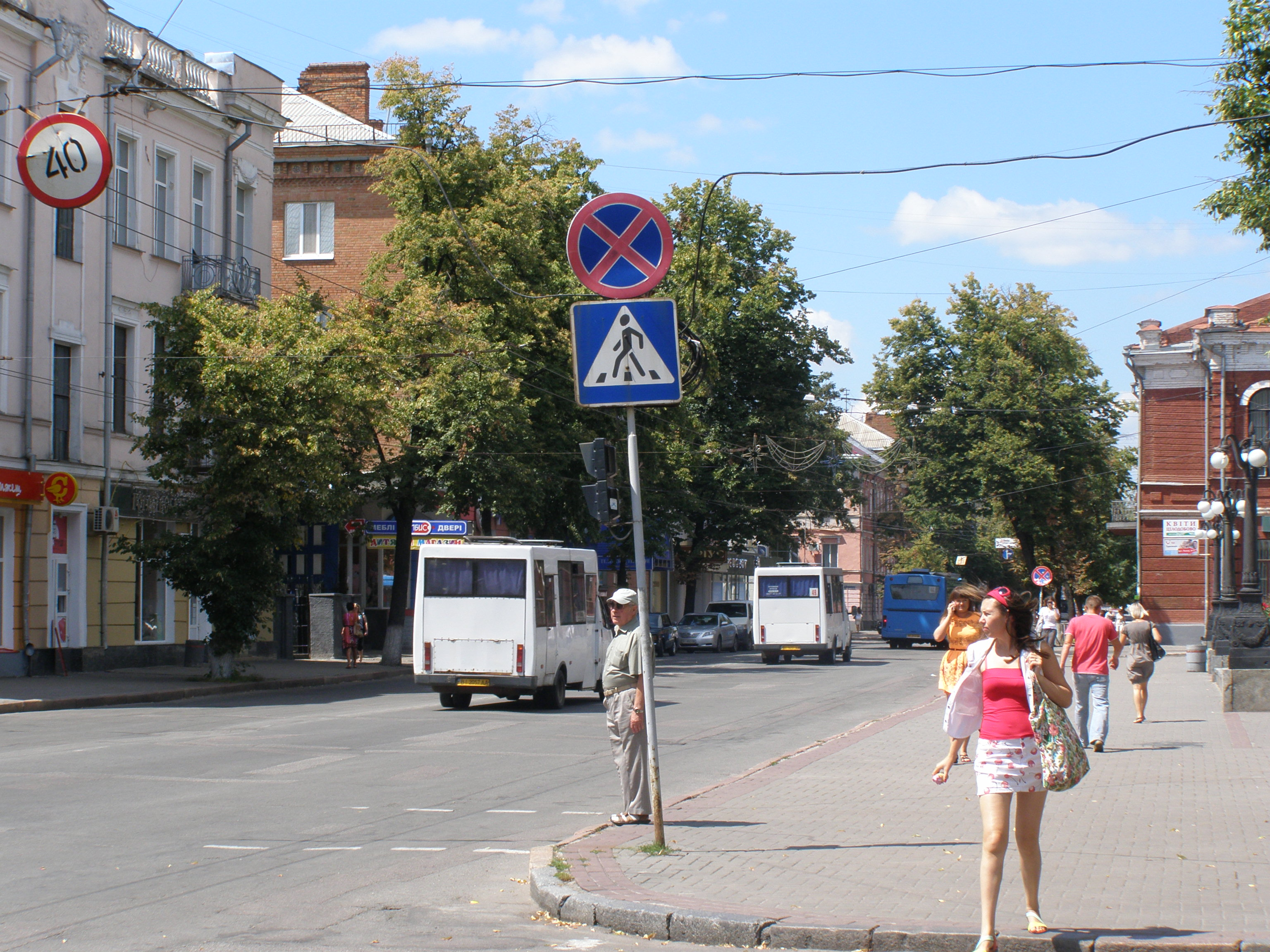
Вулиця Небесної Сотні
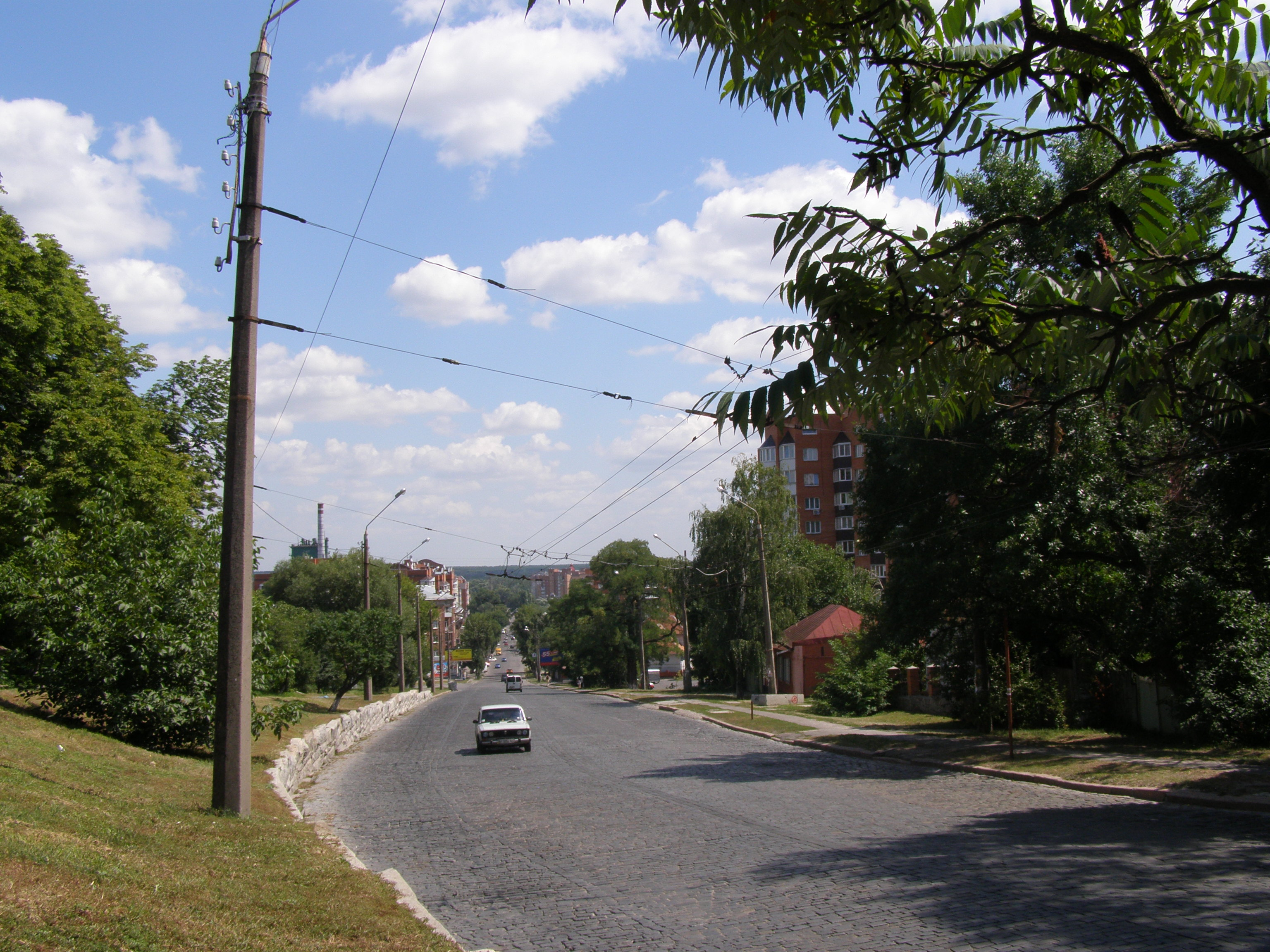
Узвіз
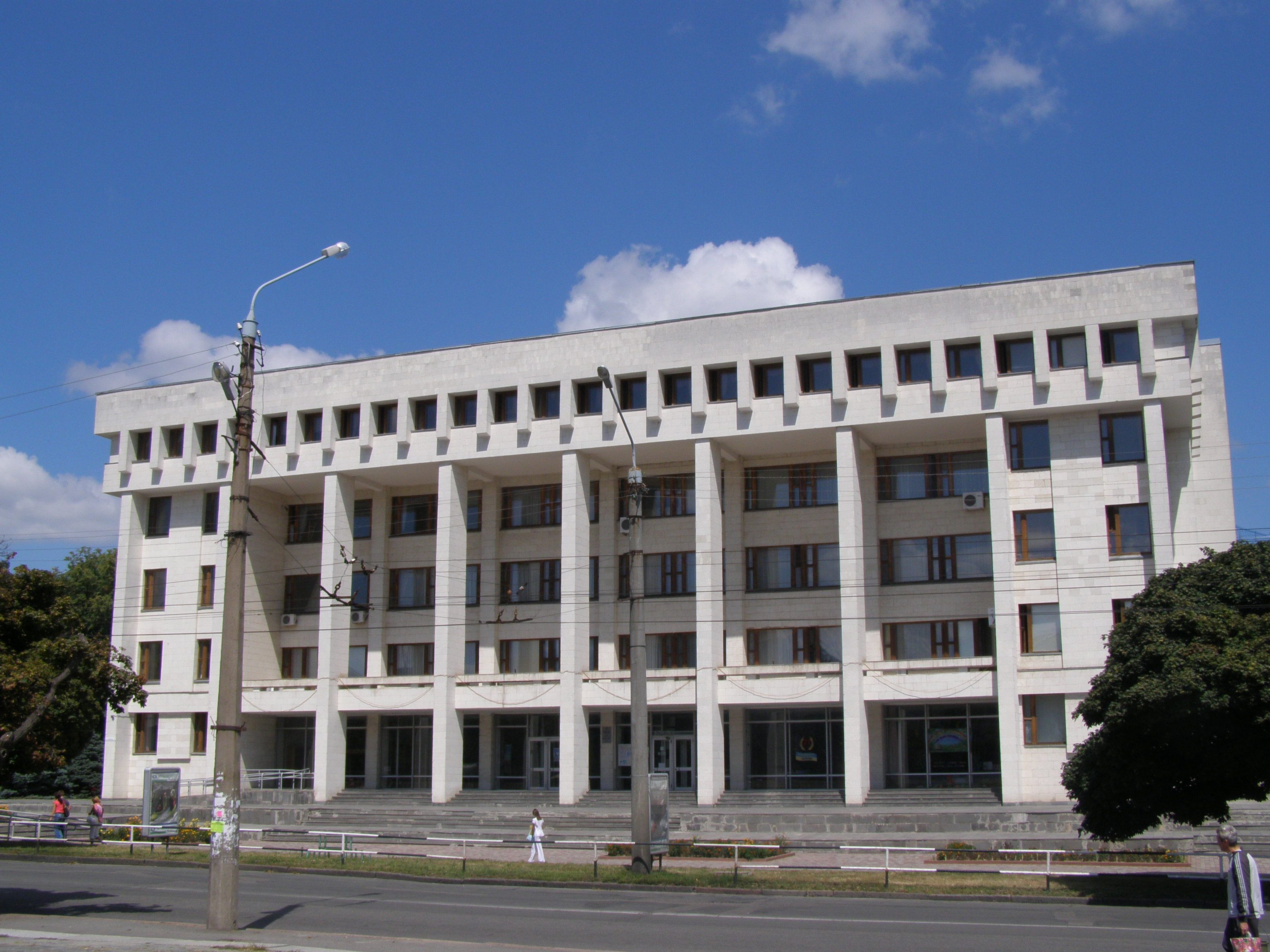
Обласна наукова бібліотека
Пам'ятник Івану Котляревському